# Église Saint-Michel de Castelnau-Pégayrols
Pour les articles homonymes, voir Église Saint-Michel.
L'église Saint-Michel de Castelnau-Pégayrols est une église catholique située à Castelnau-Pégayrols, en France.

## Localisation
L'église est située dans le département français de l'Aveyron, sur la commune de Castelnau-Pégayrols. Ancienne église qui dépendait du prieuré Saint-Michel, elle est devenue paroissiale un peu avant 1507.

## Historique
Une première donation de l'église à l'abbaye Saint-Victor de Marseille est faite en 1071 par Acfred de Lévezou, seigneur de Castelnau, époux d'Arsinde, fille de Richard II vicomte de Millau. Deux des frères d'Arsinde, Bernard et Richard, ont été successivement abbés de Saint-Victor entre 1065 et 1106. Ce dernier, cardinal archevêque de Narbonne, a aidé son neveu, Arnaud de Lévézou, dans son accession au titre d'archevêque de Narbonne en 1121. Ce sont probablement ces liens familiaux qui ont entraîné les donations à l'abbaye de Saint-Victor.
Le cartulaire de l'abbaye de Saint-Victor avait plusieurs chartes datées de 1082 confirmant les donations d'églises du Rouergue par l'évêque de Rodez. Ces églises relevaient de l'abbaye de Vabres et l'église Saint-Amans. Cet acte comprend aussi la donation de l'église Notre-Dame (Duo etiam ecclesiam sancto Michaelis de Castello novo et ecclesiam sancte Marie parrochialem).

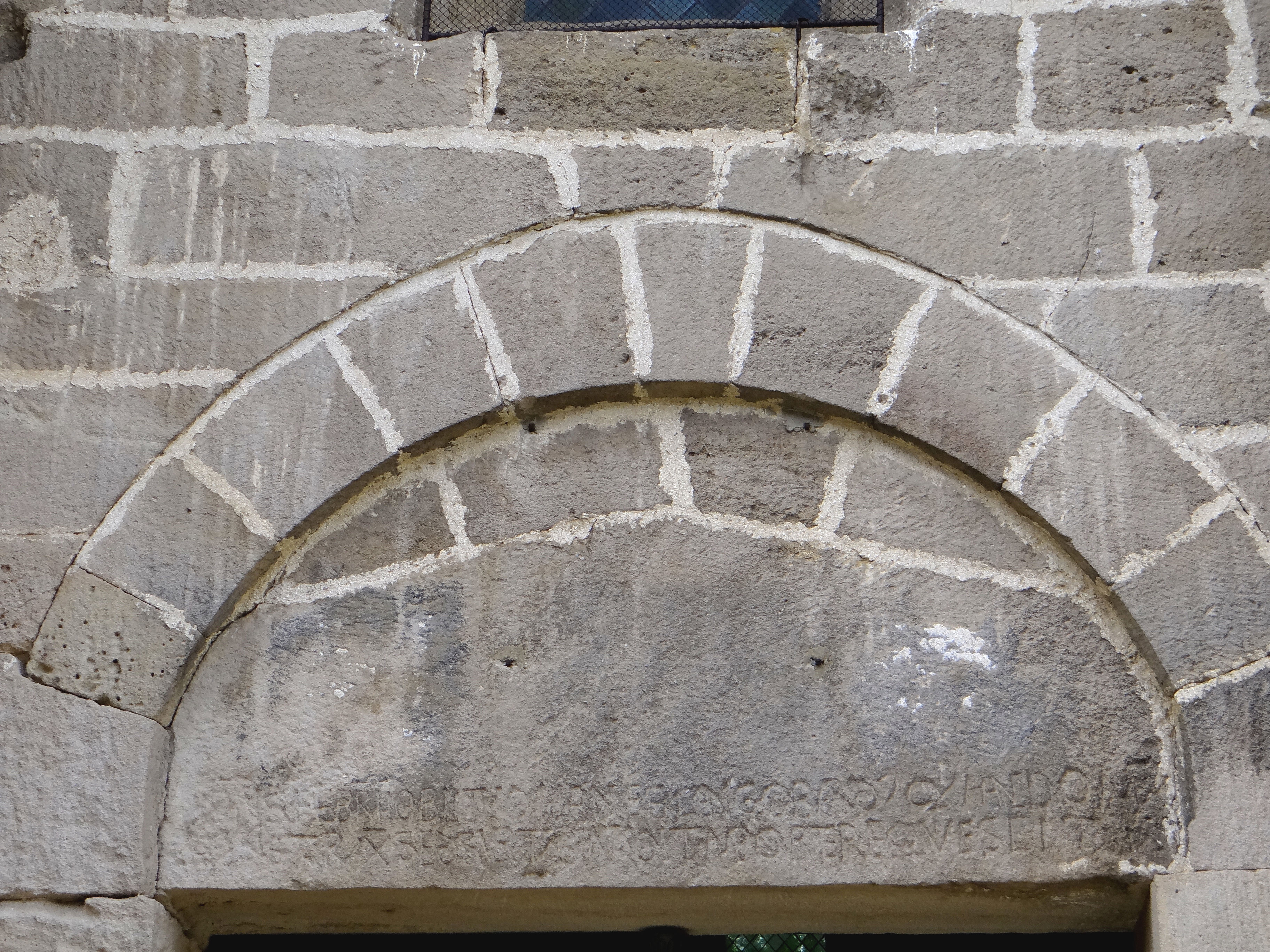
Inscription sur le linteau du portail de l'église.

Sur le linteau en batière du portail d'entrée de l'église se trouve une inscription citant Jean Ingobard, mort aux nones de février, comme constructeur de l'église et reposant sous la porte : «NON(I)S FEBR(UAR)II OBIIT IOHANES INGOBAR Q(VI) HANC DOMV(M) CONSTRVX(IT) SED SVBTVS INTROITVM PORTE REQV(I)ESCIT». L'année n'est pas indiquée mais l'inscription peut être datée de la fin du XIe siècle. Elle ne dit pas s'il s'agit du maître maçon ou du prieur.

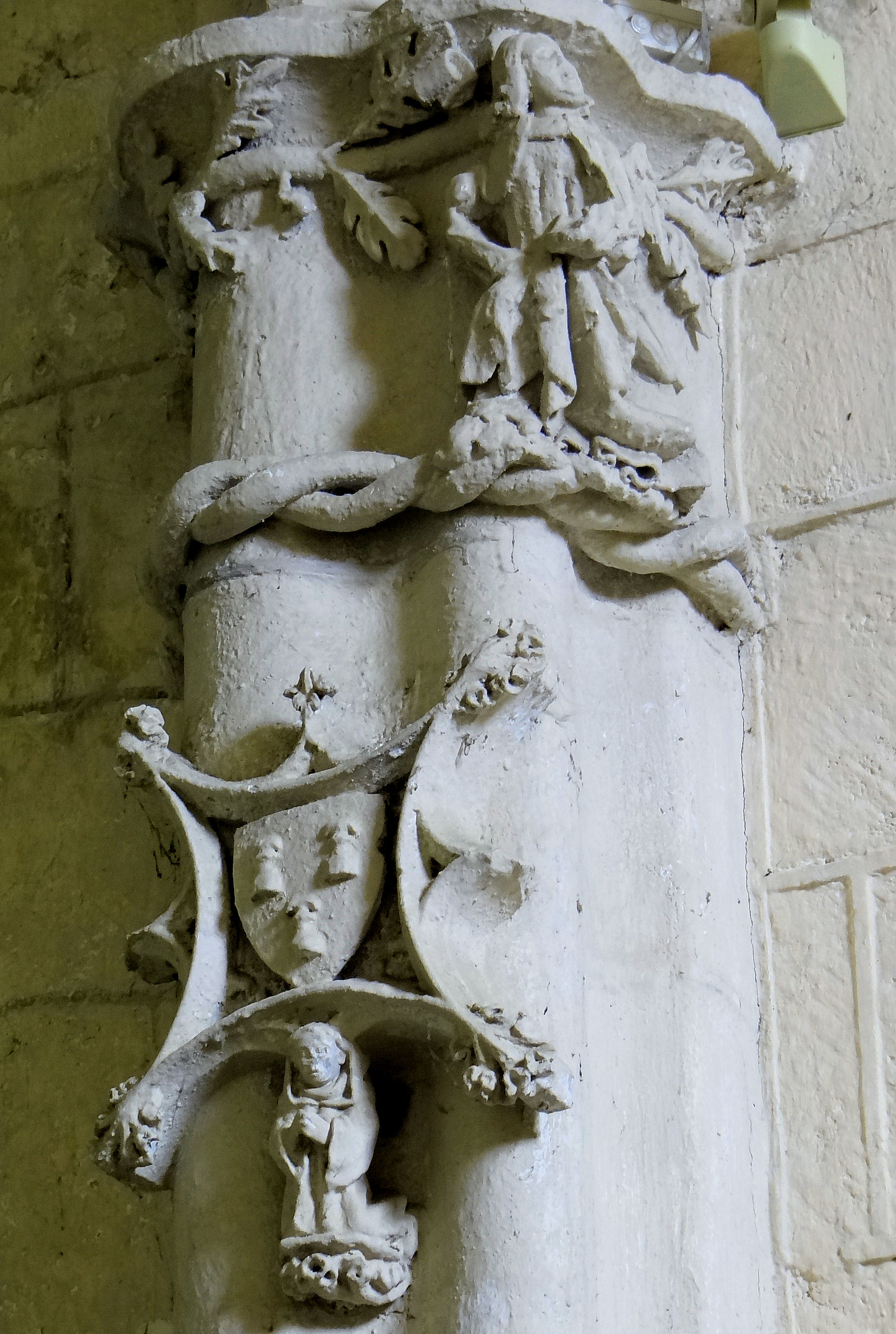
Les armoiries de la famille de Castelnau sur la tribune.

En 1507, date d'une visite pastorale de l'évêque François d'Estaing, le service paroissial avait été transféré de l'église Notre-Dame à l'église Saint-Michel. C'est de cette période que date la tribune occidentale qui communiquait directement avec le prieuré. Dans la chapelle placée sur cette tribune ont été sculptées les armoiries de la seigneurie de Castelnau de Lévézou : d'azur à trois rocs d'échiquier d'argent à la bordure engrêlée du même. Il se peut qu'un membre de la famille de Castelnau ait été prieur de Saint-Michel au moment de la construction car on retrouve ce blason sur l'aile du prieuré construite à la même époque.

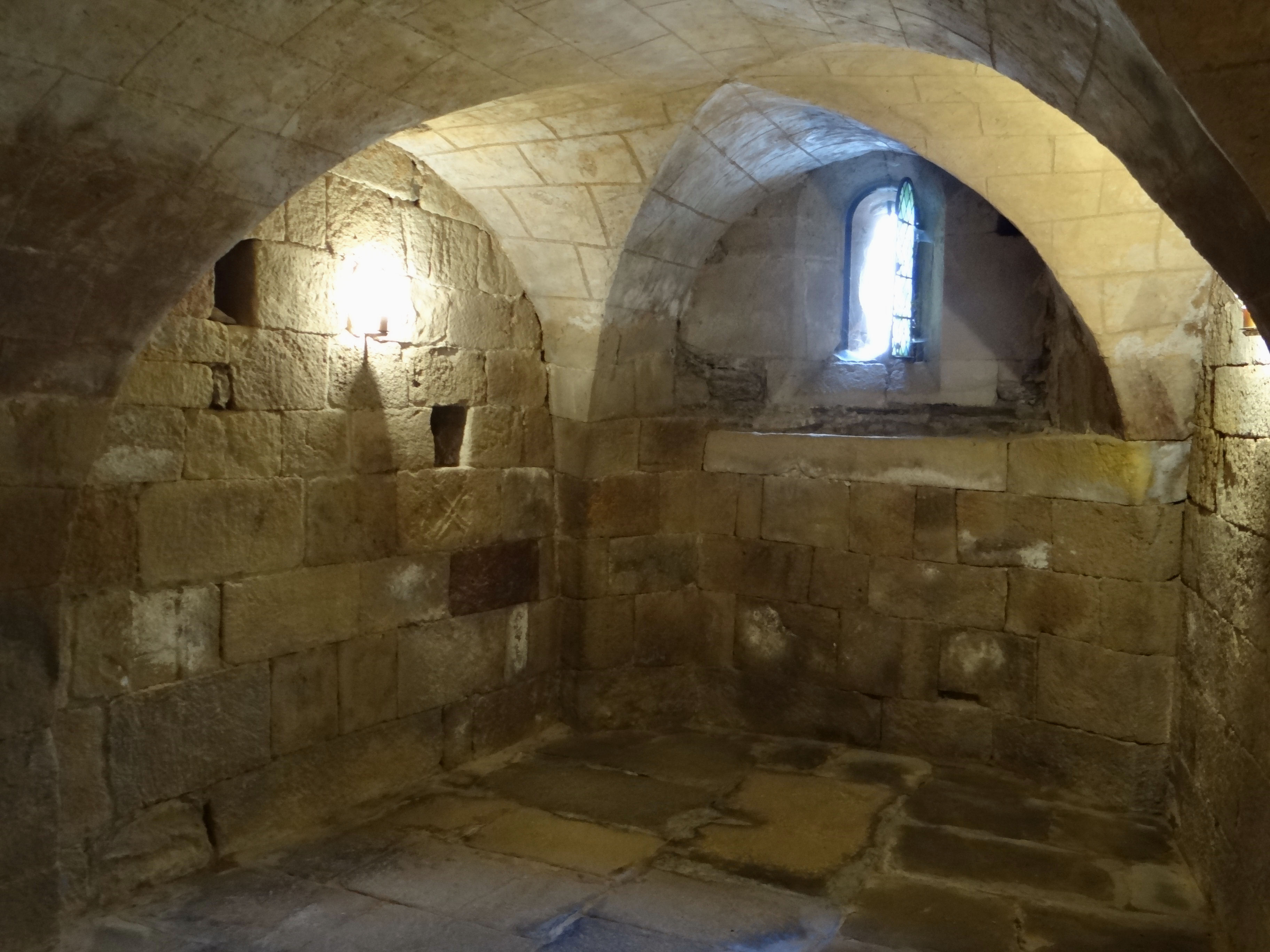
La crypte sous le chœur.

En 1726-1739, l'abbaye Saint-Victor est sécularisée. Il en est de même pour le prieuré de Castelnau mais il reste propriété du chapitre collégial marseillais qui a conservé la nomination des curés. Les bâtiments prieuraux ont été convertis en presbytère.
La crypte qui avait été comblée à une époque inconnue est redécouverte en 1866.
L'édifice est classé au titre des monuments historiques en 1920.

## Description

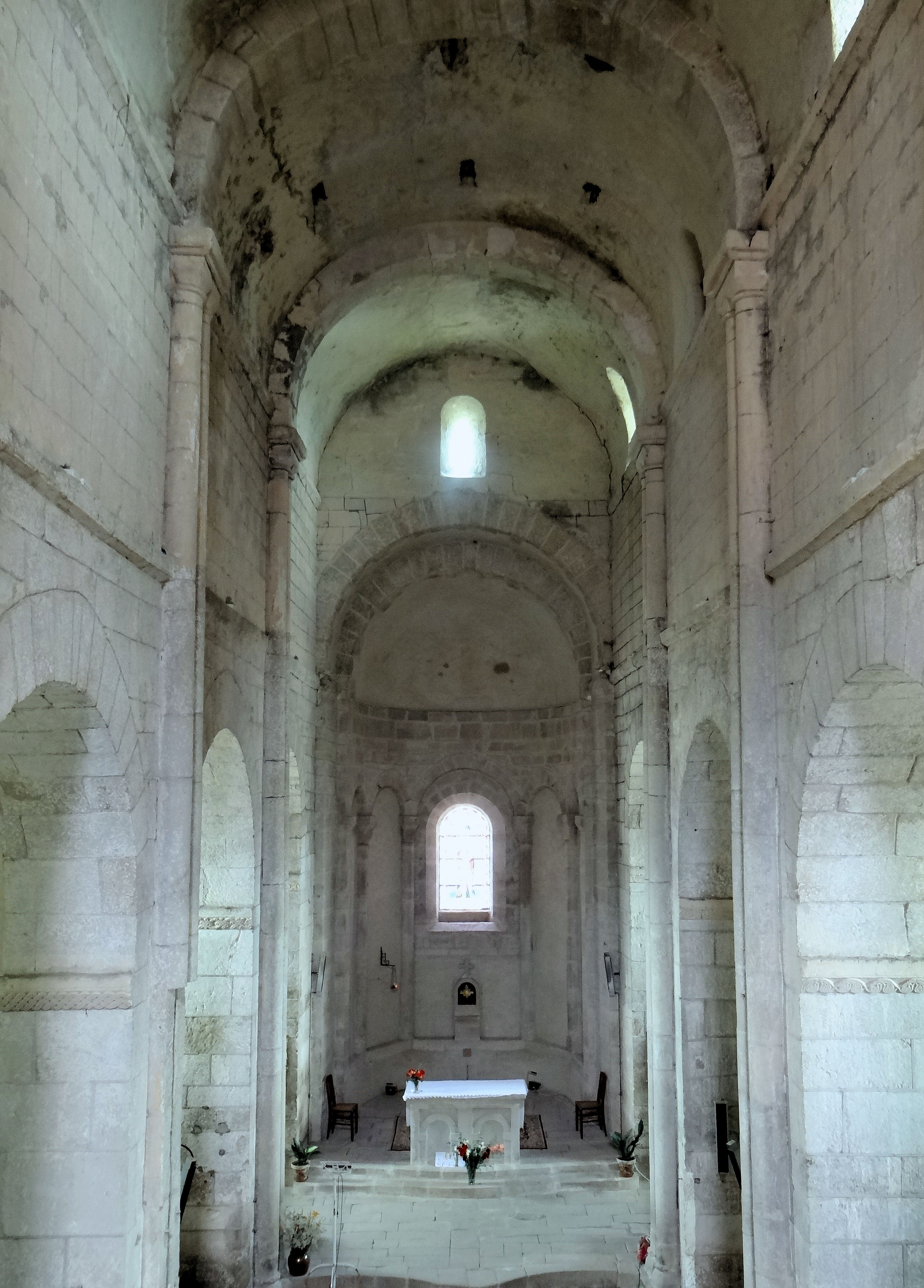
La nef centrale.
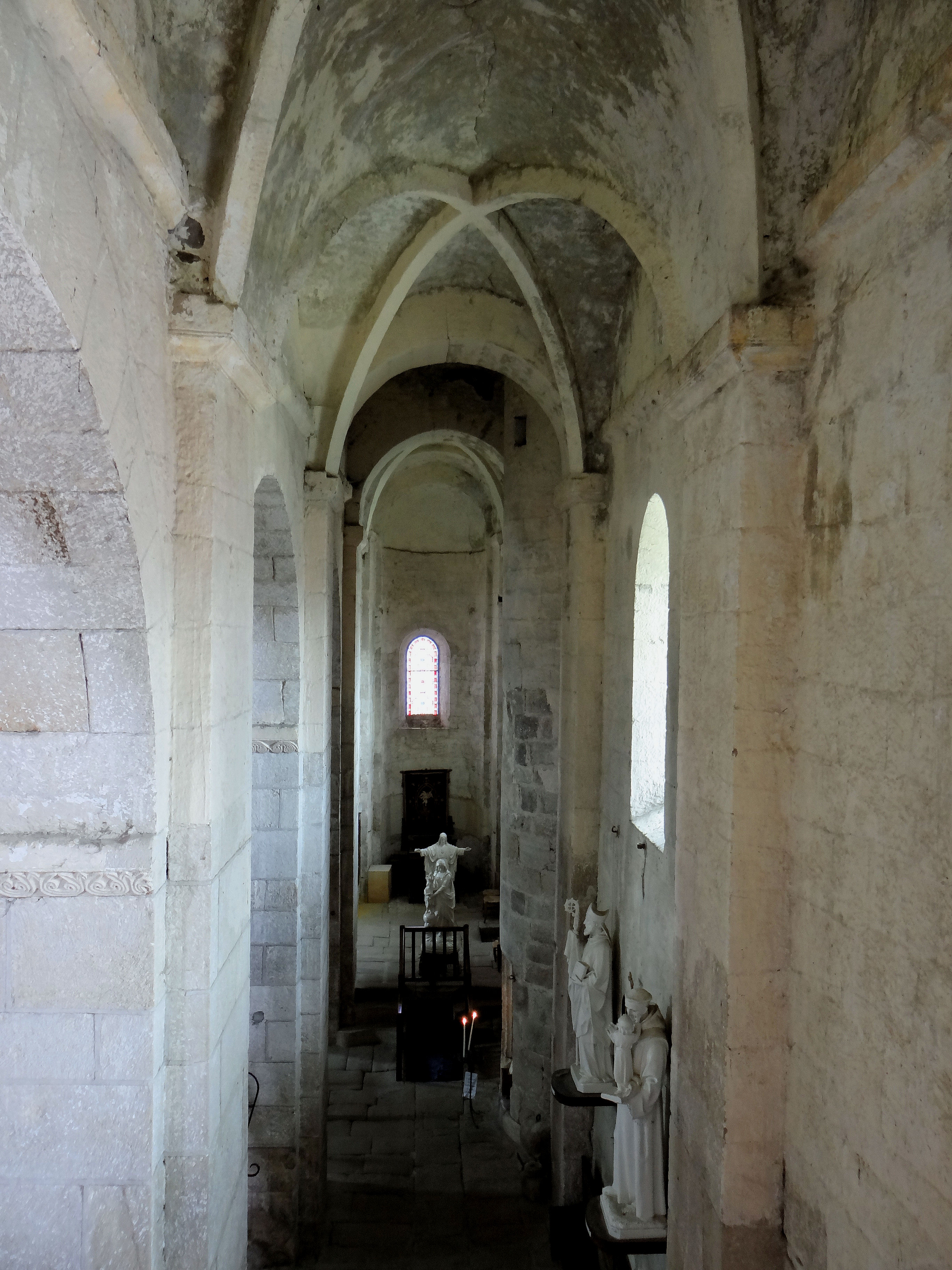
Le collatéral sud.
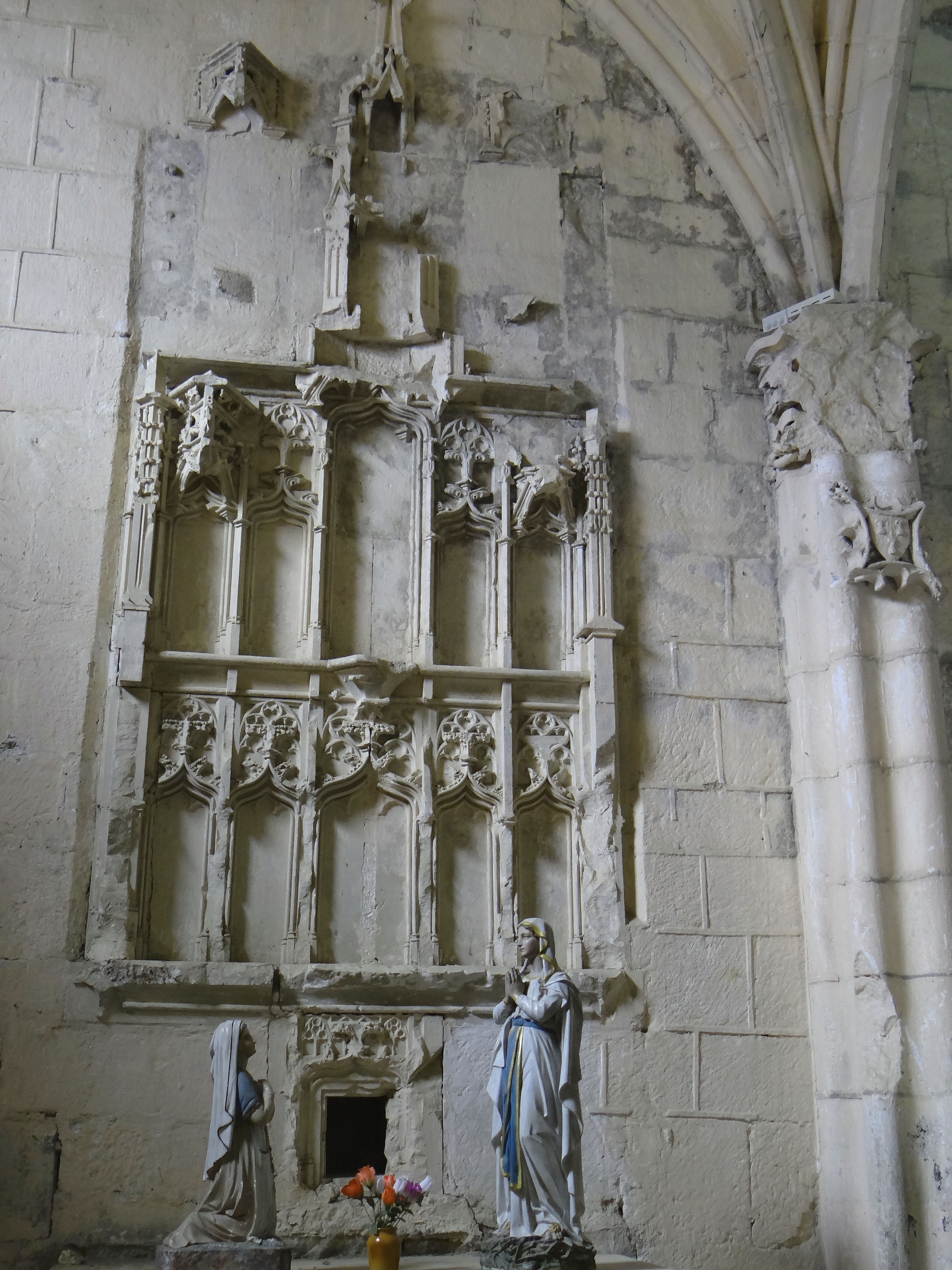
Tabernacle et retable de la chapelle sur la tribune.